# Jean Armand Isidore Pancher
Jean Armand Isidore Pancher  (1814 -1877) fue un botánico y explorador francés.
Realizó significativas búsquedas de flora en Nueva Caledonia y en Polinesia Francesa. (enlace roto disponible en Internet Archive; véase el historial, la primera versión y la última).

## Algunas publicaciones
- con Hippolyte Sebert. Notice sur les bois de la Nouvelle-Calédonie suivie de Considérations générales sur les propriétés mécaniques des bois et sur les procédés employés pour les mesurer. París — Revue Maritime et Coloniale, 1873 - 1874.

## Honores
En su honor se nombra de la familia Cunoniaceae: el género Pancheria Brongn. & Gris 1862, y numerosas especies.
- La abreviatura «Pancher» se emplea para indicar a Jean Armand Isidore Pancher como autoridad en la descripción y clasificación científica de los vegetales.[1]

## Fuente
- Philippe Jaussaud & É.-R. Brygoo. 2004. Du Jardin au Musée en 516 biographies. Museo Nacional de Historia Natural de Francia : 630 p.